# Каенлык (Актанышский район)
 Каенлык  — деревня в Актанышском районе Татарстана. Входит в состав Старобугадинского сельского поселения.

## География
Находится в восточной части Татарстана на расстоянии приблизительно 15 км по прямой на юго-запад от районного центра села Актаныш.

## История
Основана в 1927 году. В советское время работали колхозы «Каенлык», им. Сталина, «Коммунизмга», позднее СПК «Богады».

## Население
Постоянных жителей было: в 1938—195, в 1949—169, в 1958—116, в 1970—121, в 1979 — 72, в 1989 — 26, в 2002 − 22 (татары 100 %), 13 в 2010.